# Cap-Breton (municipalité régionale)
Pour les articles homonymes, voir Cap-Breton (homonymie).
Pour l'île, voir Île du Cap-Breton.
Cet article possède un paronyme, voir Capbreton.
La municipalité régionale du Cap-Breton (en anglais : Cape Breton Regional Municipality ; en gaélique écossais : Roinn Bheag Ionadail Cheap Breatainn) est une municipalité de la Nouvelle-Écosse, au Canada, situé à l'est de l'île du Cap-Breton. Elle a été constituée en août 1995, intégrant la cité de Sydney, les villes de Dominion (en), Glace Bay, Louisbourg, New Waterford (en), North Sydney, Sydney Mines (en) et la municipalité du comté de Cap-Breton qui ont alors cessé d'exister en tant qu'entités autonomes.
Au recensement de 2006, on y a dénombré 102 250 habitants.

## Démographie
| 2001    | 2006    | 2011   | 2016   |
| ------- | ------- | ------ | ------ |
| 105 968 | 102 250 | 97 398 | 94 285 |